# Runnin’ (Dying to Live)
«Runnin’ (Dying to Live)» — первый сингл с саундтрека Tupac: Resurrection, записанный Тупак Шакуром совместно с The Notorious B.I.G. и спродюсированный Эминемом. Оригинальная версия трека была записана ещё в 1994 году под названием «Runnin’ (From tha Police)», в записи которого, помимо выше указанных артистов, приняли участие Dramacydal, Stretch и Bujo Barton. Четверо из указанных исполнителей, а именно Тупак Шакур, Stretch, Kadafi и The Notorious B.I.G. вскоре были убиты.
Припев песни взят с трека «Dying to Live» в исполнении Edgar Winter.
В видеоклипе, снятом на трек, показаны отрывки интервью обоих исполнителей. Показанное в клипе интервью The Notorious B.I.G., было записано за неделю до его смерти.

## Дорожки
- Промо 12"

1. «Runnin’ (Dying to Live)» (LP version) — 3:48
2. «Runnin’ (Dying to Live)» (instrumental) — 3:48
3. «Runnin’ (Dying to Live)» (clean version) — 3:48
4. «Runnin’ (Dying to Live)» (instrumental) — 3:48

- CD

1. «Runnin’ (Dying to Live)» — 3:48
2. «Still Ballin’» — 2:49

## Чарты
| Чарты (2003–04)                            | Максимальная позиция |
| ------------------------------------------ | -------------------- |
| Австрия (Ö3 Austria Top 40)                | 19                   |
| Бельгия/Фландрия (Ultratop 50)             | 30                   |
| Бельгия/Валлония (Ultratip Bubbling Under) | 2                    |
| Франция (SNEP)                             | 28                   |
| Германия (GfK)                             | 12                   |
| Нидерланды (Single Top 100)                | 13                   |
| Новая Зеландия (Recorded Music NZ)         | 8                    |
| Швеция (Sverigetopplistan)                 | 37                   |
| Швейцария (Schweizer Hitparade)            | 9                    |
| Великобритания (OCC UK Singles)            | 17                   |
| США (Billboard Hot 100)                    | 19                   |
| США (Billboard Hot R&B/Hip-Hop Songs)      | 11                   |
| США (Billboard Hot Rap Songs)              | 5                    |